# All star (Smash Mouth)
All star is een single van de Amerikaanse rockband Smash Mouth uit 1999. Het lied is de tweede single van het studioalbum Astro lounge.

## Achtergrond
All star werd geschreven door gitarist Greg Camp met basketbal als uitgangspunt. De videoclip van All star werd geregisseerd door McG ter promotie van de film Mystery Men. Daarnaast verscheen het nummer opeenvolgend in de films Inspector Gadget, Digimon: The Movie, Shrek en Rat Race.
In 2014 publiceerde internetkunstenaar Neil Cicierega het album Mouth sounds, dat grotendeels bestaat uit mash-ups van All star en klassiekers zoals John Lennons Imagine. Sindsdien zijn deze zogenaamde "smashups" uitgegroeid tot een populaire internetmeme.

## Nummers
| Nr. | Titel                        | Duur |
| --- | ---------------------------- | ---- |
| 1.  | All star                     | 3:20 |
| 2.  | Walking on the sun           | 3:27 |
| 3.  | Why can't we be friends      | 4:46 |
| 4.  | Can't get enough of you baby | 2:31 |

## Bezetting
Muzikanten
- Steve Harwell – leadzang
- Greg Camp – gitaar, toetsen, tekst, achtergrondzang
- Paul De Lisle – basgitaar, achtergrondzang
- Kevin Coleman – drumstel, achtergrondzang

Productie
- Jacquire King – remix, mix, opname, Pro-Tools
- Eric Valentine – productie, techniek, mix

## NPO Radio 2 Top 2000
| Nummer met noteringen in de NPO Radio 2 Top 2000 | '16  | '17  | '18 | '19  | '20  | '21  | '22  | '23  | '24  |
| ------------------------------------------------ | ---- | ---- | --- | ---- | ---- | ---- | ---- | ---- | ---- |
| All Star                                         | 1890 | 1313 | 815 | 1180 | 1474 | 1669 | 1945 | 1579 | 1969 |

1. ↑  Een vetgedrukt getal geeft de hoogste notering aan.
2. ↑  2016 was het eerste jaar met een notering voor dit nummer.